# Vieja maculicauda
Vieja maculicauda és una espècie de peix de la família dels cíclids i de l'ordre dels perciformes.

## Morfologia
Els mascles poden assolir els 25 cm de longitud total.

## Distribució geogràfica
Es troba a l'Amèrica Central: des del riu Usumacinta (Guatemala) fins al riu Chagres (Panamà).